# Howard A. Anderson Jr.
Howard A. Anderson Jr. (Los Angeles, 31 de março de 1920 — Los Angeles, 27 de setembro de 2015) foi um diretor de fotografia e especialista em efeitos visuais norte-americano.